# مایک واکر
مایک واکر (انگلیسی: Mike Walker؛ زادهٔ ۲۸ نوامبر ۱۹۴۵) بازیکن فوتبال سابق و مربی فوتبال فعلی، اهل بریتانیا است.
از فیلم‌ها یا برنامه‌های تلویزیونی که وی در آن نقش داشته‌است می‌توان به من و ارل و دختر در حال مرگ اشاره کرد.
از باشگاه‌هایی که در آن بازی کرده‌است می‌توان به باشگاه فوتبال واتفورد، باشگاه فوتبال یورک سیتی، باشگاه فوتبال چارلتون اتلتیک، باشگاه فوتبال کولچستر یونایتد، باشگاه فوتبال شروزبری تاون، و باشگاه فوتبال ردینگ اشاره کرد.
وی همچنین در تیم ملی فوتبال ولز نیز بازی کرده‌است.